# Triebtheorie
Triebtheorie ist ein Oberbegriff für eine Reihe von Theorien aus Ethologie, Psychologie und Psychoanalyse. Ihnen allen ist die Auffassung gemeinsam, der Mensch werde wesentlich von einer Anzahl endogener (d. h. angeborener) Triebe und Grundbedürfnisse gesteuert. Die bekannteste und einflussreichste Triebtheorie entwickelte Sigmund Freud. Heute wird das Triebkonzept in der wissenschaftlichen Literatur nur noch vereinzelt verwendet; entscheidende Elemente davon leben aber in den moderneren Fachbegriffen der Motivation und des Motivationssystems fort.
Mit der Begründung, die Triebtheorie orientiere sich zu einseitig am Kind, während der Einfluss der Eltern auf die kindliche Entwicklung unberücksichtigt bliebe, wird ihr mittlerweile keine entscheidende Bedeutung mehr für die Entwicklungspsychologie zugemessen.
Nach Freud entstammt der Trieb einem körperlichen Spannungszustand. Triebe dienen allgemein der Art- und Selbsterhaltung. Von diesen Urtrieben unterscheidet Freud zunächst zwei Gruppen, und zwar die der Ich- oder Selbsterhaltungstriebe und die der Sexualtriebe. Triebe werden durch die Qualitäten Quelle, Objekt, Ziel und Drang beschrieben. Der Triebdrang, welcher vom körperlichen ausgehend seelische Wirkungen entfaltet (die sog. Triebrepräsentanzen), erfolgt stetig neu (auch nach erfolgter Befriedigung wieder) und vom Willen des Ich-Bewusstseins unabhängig; dieses vermag jedoch die Verwirklichung der Wünsche umweltangemessen zu lenken und sogar zurückzudrängen. Die Triebenergie selbst hat Freud als Libido bezeichnet, das Streben nach sofortiger Triebbefriedigung als Lustprinzip. Später ergänzte er diese Konzeption durch die zusätzliche Annahme eines Todestriebs, der jedoch stark umstritten blieb.

## Triebarten nach Freud
Freud unterscheidet zwischen Instinkt und Trieb. Freud definiert Instinkt als ein tierisches, durch Heredität fixiertes und für die Art charakteristisches Verhalten, das in seinem Ablauf präformiert und an sein Objekt adaptiert ist. Bei dem Begriff Trieb liegt der Akzent dagegen weniger auf der präzisen Finalität als auf einer allgemeinen Ausrichtung. Freud betont beim Trieb den ununterdrückbaren Charakter des Dranges. Ziel und Objekt des Triebs sind austauschbar. In der englischen Standard Edition der Freud-Werke wurden durchgängig „Trieb“ mit „instinct“ übersetzt, was für viel Verwirrung und Kritik gesorgt hat.
Triebe werden zum einen nach ihrer Entstehung (Primär- und Sekundärtriebe) und zum anderen nach ihren Funktionen (Lebens- und Todestriebe) unterschieden.
- „Nach der Entstehung“: Primärtriebe sind von Geburt an vorhanden und sichern die Erhaltung der Art und des einzelnen Individuums. Zu ihnen zählen das Bedürfnis nach Nahrung, Wasser, Sauerstoff, Ruhe, Sexualität und Entspannung. Die Sekundärtriebe (z. B. das Bedürfnis nach Anerkennung und Sicherheit), entwickeln sich zwischen dem ersten halben und dem zweiten Lebensjahr. Ohne Sekundärtriebe würden wir auf dem Niveau eines Kleinstkindes bleiben.
- „Nach der Funktion“: Hierbei unterscheidet Freud zwischen dem Lebenstrieb (Eros), zu dem alle lebenserhaltenden und die Erhaltung der Art unterstützenden Triebe zählen, und dem Todestrieb (Thanatos), der den Drang beschreibt, zum Anorganischen und Unbelebten zurückzukehren. Beide Triebe wirken in Polarität, aber auch vielfach zusammen und miteinander vermischt.

## Phasen der psychosexuellen Entwicklung
Nach Freud entwickle sich die menschliche Sexualität bereits ab frühester Kindheit, wobei die psychosexuelle Entwicklung entlang jeweils vorherrschender erogener Zonen (Mundschleimhaut, Darm- und Urogenitalschleimhaut, Genitalien) eine orale, anale (urogenitale) und phallisch-ödipale Phase durchlaufe; diese Entwicklung werde durch eine Latenzphase unterbrochen, um in der Pubertät wiederaufgenommen und vollendet zu werden.

## Mehrfache Revidierung der Triebtheorie
Der Triebbegriff taucht bei Freud erst 1905 in den Drei Abhandlungen zur Sexualtheorie auf. Auch die von Freud stets beachtete Unterscheidung zwischen Quelle, Objekt und Ziel eines Triebes wurde in diesem Werk erstmals eingeführt. In der ersten Phase seines Werks hatte er die Symptome seiner Patienten auf Traumatisierungen zurückgeführt. Am 21. September 1897 schrieb er aber an seinen Freund Wilhelm Fließ, er sei zur Einsicht gekommen, „dass es im Unbewussten ein Realitätszeichen nicht gibt, sodass man die Wahrheit und die mit Affekt besetzte Fiktion nicht unterscheiden kann“. So entwickelte er das Konzept der unbewussten Phantasien und Wünsche, die ab 1905 durch eine Theorie der Triebe, die als Urgrund der Phantasien zu sehen seien, fundiert wird. In erster Linie sah er nun die Triebkonflikte in der individuellen psychosexuellen Reifung als krankheitsverursachend. 
In Freuds Behandlung des Themas der Triebe lassen sich drei Werkphasen abgrenzen:
Erste Phase (laut Robl), 1905–1914:
- Dualistisches Modell: „Von besonderer Bedeutung für unseren Erklärungsversuch ist der unleugbare Gegensatz zwischen Trieben, welche der Sexualität, der Gewinnung sexueller Lust dienen, und den anderen, welche die Selbsterhaltung des Individuums zum Ziele haben, den Ich-Trieben.“ (Freud, [1910], 1982, 209). 
  - Ich-Triebe oder Selbsterhaltungstriebe: Triebtypus, dessen Energie das Ich im Abwehrkonflikt verwendet. Die Ich-Triebe funktionieren nach dem Realitätsprinzip.
  - Sexualtriebe (Libido): Die Energie der Sexualtriebe ist die Libido. Die Libido kann gemäß ihrem Besetzungsobjekt in „Ich-Libido“ und „Objektlibido“ unterteilt werden.

Zweite Phase, 1914–1915:
- Kein dualistisches Triebmodell, stattdessen nimmt Freud in dieser Phase einen libidinösen Trieb an, der in zwei Ausprägungen erscheine: einer aggressiven und einer im weitesten Sinne sexuelle Form.

Dritte Phase, ab 1920:
- Erneut dualistisches Triebmodell: Lebenstrieb und Todestrieb. In dieser umstrittenen letzten Triebtheorie Freuds werden die beiden Haupttriebarten weniger als konkrete Motivationen der Tätigkeit des Organismus dargestellt, sondern als Grundprinzip, das letztlich dessen Aktivitäten reguliert: „Die Kräfte, die wir hinter den Bedürftnisspannungen es Es annehmen, heißen wir Triebe“.[5] Der topische Konflikt zwischen der abwehrenden und der verdrängenden Instanz im ersten Triebmodell schränkt in diesem letzten Triebmodell den Triebkonflikt nicht mehr ein, da das Es als Reservoir für die beiden Triebarten angesehen wird. Die vom Ich verwandte Energie wird vor allem in Form von „desexualisierter und sublimierter“ Energie diesem gemeinsamen Fonds entnommen. 1932 formuliert Freud den berühmten Satz: „Die Trieblehre ist sozusagen unsere Mythologie. Die Triebe sind mythische Wesen, großartig in ihrer Unbestimmtheit“.[6]

## Begriff des Triebes
Der Freudsche Begriff des Triebes entwickelt sich an der Beschreibung der menschlichen Sexualität. Freud weist in seinen Arbeiten darauf hin, wie vielfältig und eng an verschiedene somatischen Quellen (erogenen Zonen) die Triebziele verbunden sind. Erst am Ende einer komplexen Entwicklung werden die Partialtriebe der Genitalzone untergeordnet und in einen erfüllten Sexualakt einbezogen.
Freuds Verwendung des Triebbegriffs ist nicht immer einheitlich gewesen. So schrieb er 1905: „Unter einem Trieb können wir zunächst nichts anderes verstehen als die psychische Repräsentanz einer kontinuierlich fließenden, innersomatischen Reizquelle, zum Unterschiede vom Reiz, der durch vereinzelte und von außen kommende Erregungen hergestellt wird. Trieb ist so einer der Begriffe der Abgrenzung des Seelischen vom Körperlichen (…).“
Freud beschreibt hier den Trieb als psychische Größe, jedoch ist sein Triebkonzept äußerst schwankend, uneinheitlich und von ständigen Umformulierungen gekennzeichnet. So steht auch das folgende Zitat von 1926 im Widerspruch zu diesem, indem es den Trieb auf der somatischen Ebene ansiedelt: „Die ökonomische Betrachtung nimmt an, dass die psychischen Vertretungen der Triebe mit bestimmten Quantitäten Energie besetzt sind (…).“
Wilhelm Reich hat diese zweite Auffassung folgendermaßen umschrieben: „Es ist vollkommen logisch, dass der Trieb selbst nicht bewusst sein kann, denn er ist dasjenige, was uns regiert und beherrscht. Wir sind sein Objekt. Denken wir an die Elektrizität. Wir wissen nicht, was und wie sie ist. Wir erkennen sie nur an ihren Äußerungen, am Licht und am elektrischen Schlag. Die elektrische Welle kann man wohl messen, doch auch sie ist nur eine Eigenschaft dessen, was wir Elektrizität nennen und eigentlich nicht kennen. So wie die Elektrizität messbar wird durch ihre Energieäußerungen, so sind die Triebe nur durch Affektäußerungen erkennbar.“
Aber auch schon die Frage, ob sich das Konstrukt Trieb überhaupt einer dieser Ebenen zuschreiben lässt, wird von Freud widersprüchlich behandelt. „Wir können dem ,Trieb’ nicht ausweichen als einem Grenzbegriff zwischen psychologischer und biologischer Auffassung.“ Diese Äußerung widerspricht dem Vorangegangenen, indem hier ausgesagt wird, dass der Trieb eben nicht der somatischen oder der psychischen Ebene zugesprochen werden könne, sondern ein Grenzbegriff sei.
Freud beschreibt die zentralen Qualitäten des Triebes wie folgt: „Die Quelle des Triebes ist ein erregender Vorgang in einem Organ und das nächste Ziel des Triebes liegt in der Aufhebung des Organreizes“ „Auf dem Wege von der Quelle zum Ziel wird der Trieb psychisch wirksam. Wir stellen ihn vor als einen gewissen Energiebetrag, der nach einer bestimmten Richtung drängt. (…) Das Ziel kann am eigenen Körper erreicht werden, in der Regel ist ein äußeres Objekt eingeschoben, an dem der Trieb sein äußeres Ziel erreicht; sein inneres bleibt jedes Mal die als Befriedigung empfundene Körperveränderung.“ Auslöser ist also ein interner Reiz, der eine gewisse als unangenehm empfundene Triebspannung weckt. Diese Spannung weckt den Wunsch nach ihrer Verminderung durch Befriedigung am Triebziel, meist dem Objekt.
Für diese Aufgabe stellt der Trieb einen gewissen Energiebetrag bereit. Hierbei ist wichtig, dass der Mensch dem Triebreiz als einem inneren Reiz nicht wie einem äußeren Reiz ausweichen kann. Er kann deshalb der Triebspannung nicht entgehen, ohne den Trieb zu befriedigen, wenngleich er die Triebbefriedigung eine Zeit lang aufschieben kann. Je länger der Aufschub, desto größer wird die aversive Spannung und der Wunsch nach Triebbefriedigung. Die Qualität des Triebes wird durch sein Triebziel bestimmt. In die Haupttriebe dieser Modelle lassen sich alle anderen Triebe als Unter-Triebe integrieren. „Welche Triebe darf man aufstellen und wie viele? Dabei ist offenbar der Willkür ein weiter Spielraum gelassen. Man kann nichts dagegen einwenden, wenn jemand den Begriff eines Spieltriebes, Destruktionstriebes, Geselligkeitstriebes in Anwendung bringt, wo der Gegenstand es erfordert und die Beschränkung der psychologischen Analyse es zulässt. Man sollte aber die Frage nicht außer Acht lassen, ob diese einerseits so sehr spezialisierten Triebmotive nicht eine weitere Zerlegung in der Richtung nach den Triebquellen gestatten, so dass nur die weiter nicht zerlegbaren Urtriebe eine Bedeutung beanspruchen können.“
Ein Trieb verlangt die ihm eigene Befriedigung und meist auch ein ihm eigenes Objekt, trotzdem kann eine gewisse Menge der ursprünglichen Triebenergie auf ein anderes Ziel verschoben werden und dadurch befriedigt werden. Diesen Vorgang nennt Freud Sublimierung. Das Triebziel ist die Erleichterung der Erregungsspannung.

## Kritik

### Psychoanalytische Kritik an Freuds Triebtheorie
Der Begründer der Ich-Psychologie, Heinz Hartmann, versuchte Ende der 1930er Jahre, von Freuds Konzept der Lebens- und Todestriebe Abstand zu nehmen. Er schlug vor, den Begriff Trieb durch die Einführung von libidinösen und aggressiven Motivationen zu ersetzen.
Die freudsche Triebtheorie wurde unter anderem von einer Gruppe von Psychoanalytikern kritisiert und revidiert, die später als Neo-Psychoanalytiker bezeichnet wurden. Zu ihnen gehören u. a. Harald Schultz-Hencke, Karen Horney, Erich Fromm, Harry Stack Sullivan, Frieda Fromm-Reichmann und Clara Thompson. Die Hauptrichtung der Kritik verdächtigte die Triebtheorie, ein mechanistisch-biologistisches Überbleibsel aus dem 19. Jahrhundert zu sein. Auch wurde das Menschenbild Freuds mit dessen Annahme des Todes- und Destruktionstriebes als kulturpessimistisch kritisiert. Die Neopsychoanalytiker wollten die Psychoanalyse als eine Theorie der menschlichen Beziehungen neu begründen (vgl. auch Objektbeziehungstheorie). Strittig ist, ob sie damit wesentliche, ausschlaggebende (ein Alleinstellungsmerkmal bildende) Gehalte der freudschen Psychoanalyse preisgegeben haben. In dem sog. „Kulturismus-Streit“ wird dieser Frage von den Kontrahenten Erich Fromm und Herbert Marcuse nachgegangen.
Weitere Vertreter der Psychoanalyse wie Otto F. Kernberg sehen die Triebe als aus den Affekten entstandene, also als sekundäre Erscheinung an. Freud sah den Trieb noch als „innersomatische Reizquelle“, an der Grenze von Somatischem und Psychischem, er sei durch Affektäußerung zu erkennen. Damit nähert sich Kernberg dem Modell des motivationalen Systems an, das grundlegende Bedürfnisse als Motivation innerhalb des psychischen Systems zusammenfasst. Andere Autoren wie Joseph D. Lichtenberg und Martin Dornes sehen die Triebtheorie an sich, und damit auch die Verwendung des Begriffes „Trieb“ im freudschen Sinne, als widerlegt an. Lichtenberg geht, gestützt auf Heinz Hartmann und die Entwicklung der amerikanischen Selbstpsychologie nach Kohut, stattdessen von motivationalen Systemen aus, zu denen auch die menschliche Sexualität zu rechnen ist. Dornes sieht die Triebtheorie als biologisch begründete „Triebfeder“ der Psyche als widerlegt an. Allen Autoren ist gemeinsam, dass sie den Affekt als zentralen motivierenden Aspekt der Psyche betrachten.

### Kritik aus Sicht der Traumaforschung
Fundamentale Kritik an der psychoanalytischen Triebtheorie stammt von Autoren, die sich inzwischen von der Psychoanalyse gelöst haben, z. B. Alice Miller, Thomas Mertens, Jeffrey Masson (Final Analysis, 1992), Dörte von Drigalski (Blumen auf Granit, 1980), Hilarion Petzold. Ihr Vorwurf lautet, dass die Triebtheorie der Psychoanalyse einerseits den Opfern sexuellen Missbrauchs in keiner Weise gerecht werde. Denn auf Basis der Triebtheorie kann aus dem/der Missbrauchten als „Opfer“ der/die Missbrauchte als „Täter“ gemacht werden. Gut zu erkennen ist dieser Zusammenhang in der Kriminologie: Erst das Ablegen der Triebtheorie ermöglichte es, bei Vergewaltigungen die sogenannte „Provokationsthese“ aufzugeben. Andererseits hat sich erst mit Aufgeben der Triebtheorie umgekehrt die Verurteilung der Täter als Gewalttäter durchgesetzt, ohne dass für diese ein z. B. besonders starker Sexualtrieb als Rechtfertigung akzeptiert wird.
Bedeutenden Einfluss auf die neuere Kritik an der Trieblehre hatte der Schüler, Wegbegleiter und enge Vertraute Freuds Sándor Ferenczi, der in seinen letzten Schaffensjahren zunehmend auf die Grenzen psychoanalytischer Dogmatik aufmerksam machte. Ferenczi betonte zuletzt den Einfluss exogener, also traumatisierender Faktoren auf die Entwicklung der Psyche und fragte insbesondere nach dem Einfluss, den leidenschaftliche Äußerungen Erwachsener auf die unfertige Kinderseele haben. Damit aber stellte er nicht nur das klassische analytische Modell auf den Kopf, welches das Kind als Triebsubjekt gegenüber einer Welt inzestuös begehrter oder im Dienste der infantilen Sexualität zu beseitigender Objekte vorsieht, sondern zugleich auch den Kern der Freudschen Lehre in Frage, den sogenannten Ödipuskomplex als möglichen Effekt der Triebhaftigkeit der Eltern gegenüber dem Kind als Objekt. Exemplarisch für diese vor allem in seinem Tagebuch von 1932 entwickelten, dissidenten Gedankengänge ist sein kurz vor seinem Tod auf dem Wiesbadener Kongress der IPV gehaltener Vortrag Sprachverwirrung zwischen den Erwachsenen und dem Kind. Die Sprache der Zärtlichkeit und der Leidenschaft. Hier entwickelt er das Konzept der Introjektion des Aggressors als Effekt traumatisierender Übergriffe auf das Kind.
Schon Sigmund Freud selbst hatte zum sexuellen Missbrauch von Kindern durch Erwachsene publiziert, z. B. in Die Ätiologie der Hysterie. Als er dazu im Mai 1896 vor der Psychiatrischen und Neurologischen Gesellschaft referierte, stieß er, so Freud in einem Brief an Wilhelm Fließ, auf „eisige Aufnahme“ und Krafft-Ebing, der den Vorsitz führte, habe lapidar kommentiert: „Es klingt wie ein wissenschaftliches Märchen“. In Die Ätiologie der Hysterie hieß es dazu von ihm:
„Von Personen, die kein Bedenken tragen, ihre sexuellen Bedürfnisse an Kindern zu befriedigen, kann man nicht erwarten, daß sie an Nuancen in der Weise dieser Befriedigung Anstoß nehmen, und die dem Kindesalter anhaftende sexuelle Impotenz drängt unausbleiblich zu denselben Surrogathandlungen, zu denen sich der Erwachsene im Falle erworbener Impotenz erniedrigt.“
Ebenso wurde in diesem Zusammenhang von Freud das ungleiche Verhältnis bei Kindesmissbrauch thematisiert, in dem das Kind der Willkür des Erwachsenen ausgesetzt ist:
„Alle die seltsamen Bedingungen, unter denen das ungleiche Paar sein Liebesverhältnis fortführt: der Erwachsene, der sich seinem Anteil an der gegenseitigen Abhängigkeit nicht entziehen kann, wie sie aus einer sexuellen Beziehung notwendig hervorgeht, der dabei doch mit aller Autorität und dem Rechte der Züchtigung ausgerüstet ist und zur ungehemmten Befriedigung seiner Launen die eine Rolle mit der anderen vertauscht; das Kind, dieser Willkür in seiner Hilflosigkeit preisgegeben, vorzeitig zu allen Empfindlichkeiten erweckt und allen Enttäuschungen ausgesetzt, häufig in der Ausübung der ihm zugewiesenen sexuellen Leistungen durch seine unvollkommene Beherrschung der natürlichen Bedürfnisse unterbrochen – alle diese grotesken und doch tragischen Mißverhältnisse prägen sich in der ferneren Entwicklung des Individuums und seiner Neurose in einer Unzahl von Dauereffekten aus, die der eingehendsten Verfolgung würdig wären.“
Allerdings verbirgt sich in der Formulierung im obigen Zitat „… der Erwachsene, der sich seinem Anteil an der gegenseitigen Abhängigkeit nicht entziehen kann, wie sie aus einer sexuellen Beziehung notwendig hervorgeht …“ wieder das „Verständnis“ der Triebe (hier des Erwachsenen, der sich diesen „… nicht entziehen könne …“).
Zudem widerrief Freud seine Theorie der Hysterie schon ein Jahr später wieder. „Ich glaube an meine Neurotica nicht mehr“ hieß es in einem Brief vom 21. September 1897. „Er, Freud, habe die Schilderungen der Patienten für bare Münze genommen und darob übersehen, wie Dichtung und Wahrheit sich immer wieder vermengten.“ Nichtsdestoweniger gehörte Freud zu denen, die zu diesem Zeitpunkt das Thema Missbrauch von Kindern thematisierten, aber mit seiner Triebtheorie zugleich die Ursache „mitlieferte“, welche den Täter als das Opfer entschuldigte.
Eine kritische Sicht auf die Triebtheorie als Kernstück der Psychoanalyse ist häufig bei ehemaligen Psychoanalytikern zu erkennen. So wurde z. B. Kindsmissbrauch und Kindesmisshandlung insbesondere von Alice Miller thematisiert, welche die Triebtheorie ebenso ablehnte wie auch die Psychoanalyse insgesamt, da innerhalb dieser Traumen der Kindheit immer nur als kindliche Erzeugungen aufgefasst werden (können), wodurch die Realität von Kindesmissbrauch und Kindesmisshandlung geleugnet würde. Die Ursache dafür sieht Miller in der inneren Logik der Psychoanalyse begründet, die exogene Ursachen zu Gunsten von inneren Triebkonflikten marginalisiere und deren Bedeutung systematisch verkenne. 1988 trat sie daher sowohl aus der Schweizerischen Gesellschaft für Psychoanalyse als auch der Internationalen Psychoanalytischen Vereinigung aus.
Einen ähnlichen Schritt vollzog auch der Trauma-Forscher Ulrich Sachsse, als dieser seinen „Abschied von der psychoanalytischen Identität“ bekannt gab. Von ihm hieß es ebenso ähnlich und explizit: „Während diese Unsicherheit (des Auseinanderhaltens der Kategorien ‚verdrängte Erinnerung‘ und ‚ubiquitäre unbewusste Phantasie‘) bis zur Gleichsetzung von Erinnerung und Phantasie der innerseelischen Realität erstaunlich nahe kommt, ist es fatal, wenn das Opfer auf der Ebene der äußeren Realität, der Alltagsebene, dadurch zum Mittäter gemacht wird. Die Psychoanalyse relativierte den Täter als Opfer seiner unbewussten Prozesse und relativierte das Opfer als unbewussten Mittäter aufgrund seiner unbewussten Prozesse.“